# Carpococcyx renauldi
Cuco-terrestre-indochinês ou cuco-terrestre-de-bico-vermelho (Carpococcyx renauldi) é uma espécie de ave da família Cuculidae.
Pode ser encontrada nos seguintes países: Camboja, Laos, Tailândia e Vietname.
Os seus habitats naturais são: florestas subtropicais ou tropicais húmidas de baixa altitude.